# Lia Olguța Vasilescu
Lia Olguța Vasilescu (n. 18 noiembrie 1974, Craiova, România) este o politiciană română, membră a PSD. A deținut funcția de ministru al Muncii și Justiției Sociale în cadrul Guvernului Dăncilă. În prezent este primar al municipiului Craiova.

## Educație
Lia Olguța Vasilescu a absolvit Facultatea de Litere și Istorie din Craiova, specializarea română–italiană, în anul 1997 și Colegiul Național de Apărare în anul 2001. Este doctor în sociologie la Universitatea din București.

## Activitate profesională
După absolvirea facultății, Lia Olguța Vasilescu s-a angajat la cotidianul Cuvântul Libertății. În primul an de muncă a ocupat funcția de redactor, iar apoi a fost numită șefa secției de investigații a ziarului. În 1999 a fost promovată în funcția de redactor-șef al publicației la care lucra, dar în 2000 a renunțat la presă pentru un loc în Parlament.

## Activitate politică
În 1991, Lia Olguța Vasilescu a intrat în politică, în Partidul România Mare. Trei ani mai târziu, aceasta a devenit președintele Organizației de Tineret România Mare Dolj. În anul 2000 a fost promovată de Corneliu Vadim Tudor pe listele partidului pentru un loc în Camera Deputaților. A câștigat un loc de deputat și, astfel, din 2000 până în 2004 a fost și purtătorul de cuvânt al PRM. În 2004 a obținut un nou mandat de deputat, însă, la sfârșitul anului 2007, a demisionat din PRM și s-a înscris în PSD. A fost senator în legislatura 2008–2012, până în luna iunie, când a demisionat din Parlament, după ce a câștigat Primăria Municipiului Craiova. Din ianuarie 2017 și până în noiembrie 2018 a ocupat fotoliul de ministru al Muncii în guvernele Grindeanu, Tudose și Dăncilă. Ulterior, președintele Klaus Iohannis a respins în repetate rânduri nominalizările ei la funcțiile de ministru al Transporturilor și ministru al Dezvoltării, invocând drept motive lipsa de experiență, „limbajul folosit în comunicările publice” și „presiunile asupra justiției”.

## Acuzații de corupție
În iulie 2016, procurorii DNA au dispus trimiterea în judecată, în stare de libertate, a Liei Olguța Vasilescu pentru luare de mită, folosirea autorității sau influenței în scopul obținerii de bani, bunuri sau alte foloase necuvenite și spălare de bani. Potrivit procurorilor, aceasta a constrâns mai mulți agenți economici locali să îi finanțeze campania electorală din timpul alegerilor locale din 2012. Mai mult, în cursul anului 2014 ar fi pretins și primit, cu titlu de mită, o sumă de bani de la mai mulți oameni de afaceri care aveau în derulare contracte cu primăria. Ulterior, Direcția Națională Anticorupție a sesizat Consiliul Superior al Magistraturii după ce Lia Olguța Vasilescu a încercat să îl decredibilizeze pe unul dintre denunțătorii din dosarul de corupție în care a fost trimisă în judecată.
În 2020, dosarul a fost clasat de către procurorii DNA pe motivul că fapta nu există și toate acuzațiile au fost retrase.

## Viață personală
Lia Olguța Vasilescu s-a căsătorit, în noiembrie 2002, cu Ovidiu Wlassopol. Pe atunci, Olguța Vasilescu era deputat PRM, iar Wlassopol era reporter la Pro TV. Cei doi au împreună un băiat, Robert Ștefan, născut în 2009, care poartă numele de familie al mamei. În 2016, cei doi au divorțat. În februarie 2019, Lia Olguța Vasilescu și vicepreședintele Senatului, Claudiu Manda, s-au căsătorit la Craiova.